# Kostel Narození Panny Marie (Vranov)
Kostel Narození Panny Marie je římskokatolický poutní kostel ve Vranově v okrese Brno-venkov, jedno z nejvýznamnějších poutních míst na Moravě. V letech 1617-1633 nechal Maxmilián z Lichtenštejna na původním místě dřevěného kostela postavit raně barokní kostel dle plánů jezuity J. Maria a brněnského stavitele Giovanni Giacoma Tencally. Pod chrámovou lodí se nachází krypta rodu Lichtenštejnů. Kostel i hrobka jsou společně se zbytkem původního kláštera chráněny jako kulturní památka České republiky. Je farním kostelem vranovské farnosti.

## Historie
Podle legendy se zde roku 1240 zjevila Panna Maria jednomu moravskému šlechtici Vilémovi, který (stižen oční vadou) zabloudil v hlubokém lese. Když se v úzkosti modlil k Matce Boží a prosil o záchranu, zjevila se mezi dvěma duby Svatá Panna a nejenže mu ukázala cestu, ale i uzdravila jeho oči. Soška Panny Marie v podobě, v jaké se zjevila, měla zůstat po zázraku mezi duby; Vilém pak nechal na místě postavit dřevěný kostelík, v němž sošku umístil. Místo rychle dosáhlo věhlasu, proto zde byl postaven zděný gotický kostel. Ani ten však poutníkům nedostačoval, proto roku 1630 majitelé panství, knížata z Lichtenštejnu, nechali vystavět kostel nový včetně klášterního komplexu paulánů.
Gotická plastika Panny Marie je jednou z nejvzácnějších památek tohoto druhu na Moravě. Je naprosto mimořádná i svým provedením – nejde o klasickou Madonu s Ježíškem, ale Svatá Panna je vyobrazena bez dítěte jako dívka líbezné tváře v modrém šatě, v postoji pokorné modlitby, s ne zcela sepjatýma rukama.